# Lecco (província)
A província de Lecco é uma província italiana da região da Lombardia com cerca de 311 452 habitantes, densidade de 381 hab/km². Está dividida em 90 comunas, sendo a capital Lecco.
Faz fronteira a leste com a província de Sondrio e com a província de Bérgamo, a sul com a província de Monza e Brianza e a oeste e a norte com a província de Como.
Foi instituída em 1992 com comunas desanexadas às províncias de Como e de Bérgamo.